# Mechanix
«Mechanix» («The Four Horsemen» у версії Metallica) - пісня, яка написана Дейвом Мастейном і вперше була випущена на демоальбомі No Life ’til Leather.

## Музика та слова
«Mechanix» була написана Мастейном ще до роботи в Metallica. Лірично "Mechanix" розповідає про секс на заправці. Вона були натхненна тим часом, коли Дейв працював працівником автозаправної станції.
Пісня звільнення Мастейна з Metallica, трек був прискорений і випущений на дебютному альбомі Megadeth - Killing Is My Business... and Business Is Good!.

## The Four Horsemen
Коли Мастейна вигнали з Metallica, він нібито сказав групі не використовувати його пісні. Однак гурт використовував не лише соло та рифи, але й деякі цілі пісні Мастейна, включаючи «Mechanix». Фронтмен Metallica Джеймс Гетфілд написав тексти про «Чотирьох вершників Апокаліпсису», додав бридж (також написаний Мастейном) і чітке гітарне соло в середині. Дві версії пісні викликали дебати між багатьма шанувальниками металу щодо того, яка з них краща. В інтерв’ю після першого в історії шоу Megadeth Мастейн розповів про сет, який вони грали, і сказав: «... а потім (ми) граємо Mechanix. Саме так. Не з цим лайном «The Four Horsemen».

## Учасники запису
Оригінальний запис Metallica 1982 року
- Джеймс Хетфілд  - ритм-гітара, вокал
- Ларс Ульріх  - ударні
- Дейв Мастейн  - соло-гітара, бек-вокал
- Рон Макговні  - бас-гітара

Версія Megadeth 1985 року
- Дейв Мастейн — соло-гітара, вокал
- Кріс Поланд — соло-гітара
- Девід Еллефсон — бас-гітара
- Гар Самуельсон — ударні

Версія Metallica 1983 року - «The Four Horsemen»
- Джеймс Гетфілд – вокал, ритм-гітара
- Кірк Гемметт – соло-гітара
- Кліфф Бертон — бас-гітара
- Ларс Ульріх – ударні